# Vladimir Bourmakine
Vladimir Bourmakine est un joueur d'échecs professionnel russe né le 6 juin 1967. Grand maître international depuis 1994, il a remporté le mémorial Tchigorine en 1995 et deux fois l'open de Cappelle-la-Grande.

## Carrière
Bourmakine a remporté de nombreux opens :
- le mémorial Tchigorine à Saint-Pétersbourg en 1995 ;
- le mémorial Karl Wagner à Graz en 1997 et 2003 ;
- l'open de Seefeld in Tirol en 2000 ;
- l'open de Cappelle-la-Grande en 1997 et 2003 ;
- l'open de Saint-Pétersbourg  2003 (300 ans de la ville) ;
- le tournoi de Dos Hermanas en 2006 ;
- l'open de Bratto en 2007 (au départage devant Cebalo)[1] ;
- l'open d'Albacete en 2007[2] ;
- l'open de Béthune en 2006, 2007 et 2009 ;
- le tournoi de Benidorm en 2008 ;
- l'open de Salou (Espagne) en 2009 ;
- l'open de Arco (Italie) (festival d'échecs de Padoue) en 2012.

Il finit 3e-6e du championnat de Russie d'échecs en 1994 à Elista et quatrième ex æquo en 2001 à Elista.
Au 1er mai 2018, il est le 99e joueur russe avec un classement Elo de 2 528 points.
Bourmakine participe au championnat de Russie par équipe et a remporté la médaille d'argent individuelle au premier échiquier en 1999.